# Sphinx pallida
Sphinx pallida är en fjärilsart som beskrevs av Tutt 1904. Sphinx pallida ingår i släktet Sphinx och familjen svärmare. Inga underarter finns listade i Catalogue of Life.